# شهرستان ناترونا (وایومینگ)
شهرستان ناترونا، وایومینگ (به انگلیسی: Natrona County, Wyoming) یک سکونتگاه مسکونی در ایالات متحده آمریکا است که در وایومینگ واقع شده‌است.

## خصوصیات
شهرستان ناترونا ۱۳٬۹۲۳٫۸۵ کیلومترمربع مساحت دارد.